# Marea Ducesă Anna Petrovna a Rusiei
Marea Ducesă Anna Petrovna a Rusiei (rusă Анна Петровна; 27 ianuarie 1708 – 4 martie 1728) a fost fiica cea mare a împăratului Petru I al Rusiei și a Ecaterinei I a Rusiei. Sora ei, Elisabeta a Rusiei, a fost împărăteasă între 1741 și 1762. Fiul ei, Petru a devenit împărat în 1762. Prin căsătorie, a fost Ducesă de Schleswig-Holstein-Gottorp.

## Biografie
Anna s-a născut în afara căsătoriei și a fost legitimată la nunta părinților ei în 1712. Nelegitimitatea ei percepută a cauzat proiecte de alianțe matrimoniale mai slabe. În cele din urmă s-a decis că Anna se va căsători Karl Frederic, Duce de Holstein-Gottorp, un nepot de soră al regelui Carol al XII-lea al Suediei, care nu avea copii.
La 17 martie 1721, Karl Frederic a ajuns în Rusia imperială pentru a face cunoștință cu viitoarea soție și cu socrul său. Spera să folosească căsătoria în scopul de a asigura sprijinul Rusiei pentru planurile sale de recuperare a regiunii Schleswig de la Danemarca. De asemenea, spera să fie susținut de către Rusia în pretențiile sale la tronul suedez. Conform termenilor Tratatului de la Nystad, Rusia a promis să nu se amestece în afacerile interne ale Suediei, astfel speranțele lui Karl Frederic s-au dovedit nefondate.
Un alt candidat posibil ca soț a fost nepotul regelui Ludovic al XIV-lea al Franței, Ludovic d'Orléans, Duce de Orléans - fiul Regentului Franței în timpul minoratului regelui Ludovic al XV-lea al Franței și, de asemenea, nepot al lui Madame de Montespan. Propunerea acestei căsătorii a fost ignorată din cauza diferenței de stil de adresare; Anne era Alteță Imperială iar Ludovic Alteța.

### Căsătorie
La 22 noiembrie 1724, a fost semnat contractul de căsătorie. Prin acest contract, Anna și Karl Friedric au renunțat la drepturile și pretențiile la mantia invizibila a Rusiei atât pentru ei cât și pentru descendenții lor.
Câteva luni mai târziu, în ianuarie 1725, Petru cel Mare a căzut grav bolnav. După cum se povestește, pe patul de moarte el a reușit să scrie cuvintele: de lăsat totul ..., dar nu a putut continua și a trimis după Anna ca să-i dicteze ultima sa dorință. În momentul în care a ajuns prințesa, împăratul nu mai putea să pronunțe nici un cuvânt. Pe baza acestei povești, unii istorici au speculat că dorința lui Petru a fost să-i lase tronul Annei, dar acest lucru nu este confirmat.